# L'Aventure de Wisteria Lodge
L'Aventure de Wisteria Lodge, aussi traduite Wisteria Lodge (The Adventure of Wisteria Lodge en version originale), est l'une des cinquante-six nouvelles d'Arthur Conan Doyle mettant en scène le détective Sherlock Holmes. Elle se divise en deux parties et est parue pour la première fois dans l'hebdomadaire américain Collier's Weekly le 15 août 1908, avant d'être regroupée avec d'autres nouvelles dans le recueil Son dernier coup d’archet (His Last Bow).

## Résumé

### Mystère initial
John Scott Eccles, un citoyen d'aspect conventionnel et conservateur, se rend au 221B Baker Street pour s'entretenir avec Sherlock Holmes d'une mésaventure qui lui est arrivée au petit matin. Alors que l'homme s'apprête à expliquer la raison de sa présence, l'inspecteur Gregson de Scotland Yard et l'inspecteur Baynes de la gendarmerie du Surrey arrivent dans l'appartement de Holmes à la recherche du nouveau venu. Les deux inspecteurs annoncent la mort d'un dénommé Aloysius Garcia, chez qui Eccles se trouvait la veille, ce qui fait de ce dernier le principal suspect. Eccles entreprend alors son récit : quelques semaines auparavant, il a rencontré Garcia à une soirée organisée par un ami commun. Garcia s'est montré très affable envers Eccles, les deux hommes se sont revus par la suite, puis Garcia a finalement invité Eccles à passer quelques jours chez lui en province dans son domaine de Wisteria Lodge.
La veille, Eccles s'est rendu chez Garcia comme convenu. L'hôte montrait plusieurs signes d'une fébrilité inhabituelle, qui se sont accentués lorsqu'il a reçu une lettre au cours du repas, sans qu'Eccles ne sache ce qui causait cette excitation. Eccles est ensuite allé se coucher à 23 h, mais a été dérangé par Garcia qui a ouvert la porte de l'invité pendant la nuit, croyant avoir entendu sonner, et s'est excusé de ce dérangement à 1 h du matin. À son réveil le lendemain matin, Eccles a trouvé la maison inhabitée : son hôte et ses domestiques n'étaient plus là. Intrigué, il est venu voir Holmes, et se montre catastrophé de voir que Garcia a trouvé la mort pendant la nuit à un ou deux kilomètres de son domicile. Chose étrange : l'heure de la mort a été établie vers une 1 h du matin, alors même que Garcia ouvrait par erreur la porte d'Eccles.

### Résolution

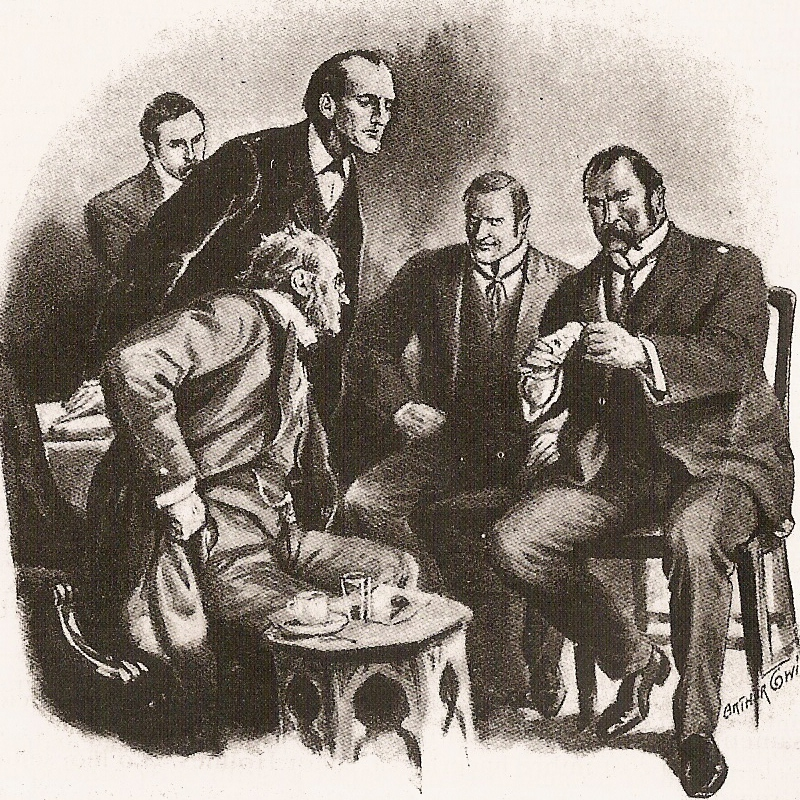
L'inspecteur Baynes, sortant la lettre trouvée chez Garcia.

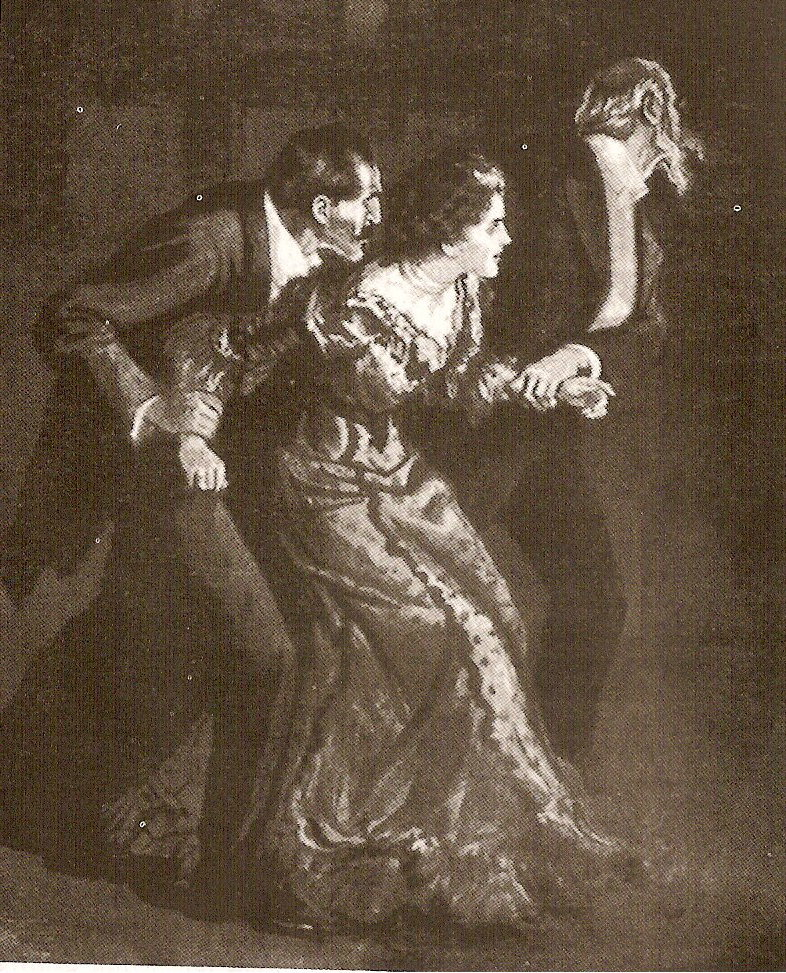
Mlle Burnet, emmenée de force par Don Murillo et Lopez.

L'inspecteur Baynes, grâce à une enquête minutieuse à Wisteria Lodge, a retrouvé la lettre reçue par Garcia pendant le repas. Écrite par une femme, la lettre informait son destinataire qu'un certain signal lui serait donné, et qu'il devrait alors se rendre dans une pièce précise d'un manoir.
À partir de ces informations, Holmes déduit les éléments suivants : Garcia avait planifié la réalisation d'un acte criminel vers 1 h du matin, avec une complice qui lui a envoyé la lettre. Garcia avait besoin d'un témoin fiable qui pourrait témoigner de sa présence dans le manoir si un procès était ouvert. Garcia a donc menti à Eccles lorsqu'il lui a affirmé qu'il était 1 h : il était probablement minuit. Garcia est ensuite parti vers le lieu indiqué dans la lettre mais a été assassiné en chemin, son assaillant laissant le corps sur place. Les domestiques de Garcia, qui étaient ses complices, ont fui après s'être rendu compte que l'expédition ne s'était pas déroulée comme prévu.
Holmes cherche ensuite à déterminer quel manoir est évoqué dans la lettre. Parmi une liste assez restreinte de bâtisses potentielles, il finit par en trouver une dont les habitants sont suspects d'après les dires des villageois. Le manoir en question est habité par un certain M. Henderson, son valet, M. Lucas, et une gouvernante, Mlle Burnet. Holmes pense que Mlle Burnet est l'auteur de la lettre et que les deux hommes l'ont assassinée ou la retiennent prisonnière. Holmes prévoit d'entrer dans le manoir pendant la nuit avec Watson, mais leur plan est interrompu avant son exécution : un homme posté par Holmes devant le manoir a vu les deux suspects partir vers la gare en fiacre, en emmenant de force la gouvernante. L'émissaire a alors suivi la voiture jusqu'à sa destination et, voyant que la gouvernante essayait de se défendre pour ne pas monter dans le train, il est venu à son aide et est parvenu à l'emmener avec lui jusqu'à l'hôtel de Holmes et Watson.
Mlle Burnet donne alors à Holmes et Watson toutes les explications : M. Henderson s'appelle en réalité Don Murillo. C'est un ancien dictateur d'Amérique centrale, surnommé « Le Tigre de San Pedro », exilé en Angleterre avec son valet qui s'appelle en réalité Lopez. Comme Murillo avait fait de nombreuses victimes dans son pays d'origine, un groupe s'est formé pour le retrouver afin de se venger. La piste de Murillo retrouvée, Mlle Burnet, qui fait partie du groupe, s'est fait engager dans son manoir pour obtenir des informations. Elle finissait de rédiger sa lettre pour Garcia — autre membre de groupe — lorsqu'elle a été surprise par Lopez. Murillo et Lopez ont alors décidé de transmettre la lettre à Garcia, pour que celui-ci vienne au manoir, et l'ont attaqué en chemin. C'est par la suite qu'ils ont voulu emmener Mlle Burnet pour l'exécuter loin de leur domicile afin de ne pas attirer les soupçons.
Informée par Holmes, la police part à la recherche de Murillo et Lopez, mais les deux hommes parviennent à s'échapper. Six mois plus tard, Watson découvre dans le journal qu'ils ont été assassinés à Madrid, probablement par d'autres membres du groupe dont faisaient partie Garcia et Mlle Burnet.
Il est notable dans cette affaire que l'inspecteur Baynes, qui a mené l'enquête en parallèle avec Holmes, est parvenu à suivre exactement la même piste que le détective et s'apprêtait lui aussi à délivrer Mlle Burnet. Baynes a même fait arrêter un autre suspect pour donner le sentiment à Murillo et Lopez que la police n'était pas sur leur piste. Holmes est particulièrement impressionné par cet inspecteur qu'il avait sous-estimé.

### Allusions à d'autres enquêtes
Au début de la nouvelle, Holmes explique à Watson qu'il est toujours sur ses gardes lorsqu'on lui apprend qu'une affaire est apparemment « grotesque ». Il évoque alors l'affaire de La Ligue des rouquins et celle des Cinq Pépins d'orange pour illustrer son propos.
Un peu plus loin dans l'histoire, il fait allusion à « l'arrestation du colonel Carruthers », qui est une enquête inédite.
Conan Doyle a dû se perdre dans ses histoires car L'Aventure de Wisteria Lodge se passe en 1892 or, à cette date, Sherlock Holmes faisait encore le mort après son combat contre le Professeur Moriarty. Holmes ne réapparaît qu'en 1894 dans La Maison vide, la suite directe de Le Dernier Problème.

## Adaptations
La nouvelle a été adaptée en 1988 dans la série télévisée Le Retour de Sherlock Holmes. Cet épisode est le 24e de la série.

## Livre audio en français
- Arthur Conan Doyle, Wisteria Lodge [« The Adventure of Wisteria Lodge »], Paris, La Compagnie du Savoir, coll. « Les enquêtes de Sherlock Holmes », 2011 (EAN 3760002133980, BNF 42478534)Narrateur : Cyril Deguillen ; support : 1 disque compact audio ; durée : 1 h 18 min environ ; référence éditeur : La Compagnie du Savoir CDS098. Le nom du traducteur n'est pas indiqué.